# Садова айстра
Садова айстра, калістефус (Callistephus) — монотипний рід квіткових рослин родини айстрові, або складноцвіті (Asteraceae). Рід близький роду айстра (Aster).

## Опис
Єдиний вид — калістефус китайський (Callistephus chinensis), однорічна або дворічна трав'яниста рослина, в квітникарстві відома під назвами «айстра однорічна», «айстра китайська» або «садова айстра»

## Синоніми
- Amellus speciosus Gaterau(інші мови)
- Aster chinensis L.basionym
- Aster lacinians Вінце Борбаш
- Aster regalis Salisb.
- Asteriscodes chinense (L.) Kuntze
- Asteriscodes chinensis (L.) Kuntze
- Brachyactis chinensis (L.) Bureau & Franch.
- Callistemma chinensis (L.) Skeels(інші мови)
- Callistemma hortense Cass.
- Callistephus hortensis (Cass.) Cass.
- Callistephus lacinians Borbás
- Diplopappus chinensis (L.) Less.(інші мови)